# Blanka Valchářová
Blanka Valchářová (* 23. září 1967 Nový Jičín) je česká malířka a restaurátorka.

## Život
Absolvovala gymnázium ve Vítkově a v závěrečném ročníku také výtvarnou školu v Opavě, kterou vedl Miloš Kačírek. Od 17 let malovala doma přímo na vyhrazenou zeď a když ji pomalovala, zeď se zabílila a mohla pokračovat. Původně chtěla být veterinářkou a později návrhářkou oděvů.
V 80. letech se celkem sedmkrát pokoušela o přijetí na vysokou uměleckou školu a zároveň navštěvovala výtvarné kursy v Praze. Až po sametové revoluci byla přijata na Akademii výtvarných umění v Praze a patřila k prvním studentům, kteří se dokázali dobře orientovat v nové situaci, kdy na půdě pražské Akademie bylo zřízeno nebývalé množství pluralitně fungujících škol s dosud neobvyklou šíří názorového spektra. V letech 1991-1997 studovala na Akademii výtvarných umění v Praze v ateliéru klasických malířských technik prof. Zdeňka Berana (1991-1994) a v ateliéru restaurování prof. Karla Strettiho (1994-1997). Ve školním roce 1997-1998 využila příležitosti a absolvovala mistrovskou školu v ateliéru prof. Zdeňka Berana. Roku 1995 byla oceněna prestižní Cenou Josefa Hlávky. V letech 1996 a 2012 získala stipendia švýcarské Nadace Jana & Milan Jelínek.
Během studia byla členkou skupiny Dálnice (1992). Od roku 2012 je členkou SVU Mánes. Žije střídavě v Opavě a v Praze.

## Dílo
Valchářová si dobře osvojila techniku klasické olejomalby, ale neuvázla v pasti staromistrovské fascinace. Přestože se již během studia koncepčně věnovala portrétům nejrůznějších společenských typů, smysl pro význam detailu ji přivedl k hyperrealistické orientaci malby. Specifickým rysem její tvorby je krátký stav úžasu a ztrnutí nad přísným tvarem reality, zachycení něčeho, co předem jako zobecnění nefungovalo. Její cit pro pravdivé zachycení detailu a smysl pro monumentalizaci a čistotu formy, který autorce brání ve sklouznutí k obecně oblíbenému uměleckému stylismu, je nejzřetelnějším posunem od hyperrealistického východiska.
Valchářová dovede objevit a pozvednout na úroveň uměleckého díla nenápadnou skutečnost a vdechnout jí naléhavost hodnou renesančních a barokních mistrů. Nápisy s již ztraceným smyslem, zdánlivě bezvýznamné náměty zátiší, jako natržený sáček se zrnky čočky, krabička s ozdobnými korálky (Perly, 1998), detail svatebních šatů (Svatební šaty, 1998) se tak stanou svébytným ikonickým znakem. Při studiu reality používá fotografii i mikroskop. Perly a běloskvoucí svatební šaty se staly zároveň záminkou pro nejsofistikovanější malířský úkol - vystavět prostor obrazu z valérů bílé barvy.
Má potřebu vyjádřit se i k závažným společenským a duchovním tématům. V konceptuálním, výrazově minimalistickém triptychu obrazů "Tři ze sedmi pochodní" se autorka vyslovuje k činu Palachovy, Zajícovy a Plockovy oběti. Vnímá přitom, že samotná realita Palachovy smrti je malířsky neuchopitelná a s vnitřní pokorou ji zobrazila jako symbol. Vizualizací konceptu pomocí iluzivní malby české vlajky tak zároveň překvapivě aktualizuje i samotnou realistickou malbu. Na autorské výstavě v kostele sv. Václava v Opavě (2000) tyto obrazy využila v instalaci "Za hranicí života", kterou doplnila stolem s Cibulkovými seznamy spolupracovníků StB a židlí s uniformou Veřejné bezpečnosti.
Konceptuální ráz mají také její malířské sestavy, v nichž se krása malby střetává se symboly zániku a zmaru, podobně jako v malbách jejího pedagoga na AVU Zdeňka Berana. Zátiší Valchářové (ve skutečném významu francouzského "Nature morte") zachycují zmar ovoce, tříštění skla nebo plíce kuřáka a jsou tak zároveň symbolem vanitas i mementem mori. Na výstavě ...ještě nebylo vše zodpovězeno (2015) je krása perlového náhrdelníku a historického krajkového kostýmu konfrontována s malířskou transformací rentgenových snímků vlastní hlavy. V opavském kostele sv. Václava představila svůj absolventský cyklus Na hranici proměny, kde vedle sebe staví orientální symbol života - granátové jablko a lidskou lebku. Pracuje s přezvětšenými symboly, z nichž volí jen část. Symbolické ztvárnění protikladu počátku a konce je obsaženo i ve výtvarné formě - s živostí malby a barev a hojností a hebkostí světelných valérů kontrastuje důstojnost splývavých šedí a prázdnota lebky.
V cyklu lidé 20. století, který má počátky již v době jejích studií na Akademii a dokládá i její sociální citlivost, zachycuje podoby lidí ze všech vrstev společnosti - punkerů, známých (Renata v mojí ulici, 2017), duchovních a řádových sester, mentálně postižených (Ota) i podnikatelů (Vynálezce, 2014).
Blanka Valchářová je autorkou portrétu prvního poválečného primátora Opavy Vladimíra Mařádka (1945-1948) a všech polistopadových primátorů města Opavy (Jiří Staněk, Jan Mrázek, Zbyněk Stanjura, Zdeněk Jirásek, Martin Víteček) kterými město navázalo na mimořádnou obrazovou sérii, započatou roku 1899. Tehdy radní vybrali do té doby deset nejvýznamnějších purkmistrů, a podle kreseb a fotografií nechali zhotovit jejich portréty. Prvním se stal Johann Josef Schössler, purkmistr Opavy v letech 1797 až 1834. Tvorba jednoho portrétu, od napnutí plátna, kresby, izolace kresby, podmalby, malby, až k finálním lazurám, trvá zhruba půl roku. Všechny maluje renesanční technikou nanášením vrstev a používá také silného zvětšení, aby jí neunikla žádná maličkost ve tváři portrétované osoby.

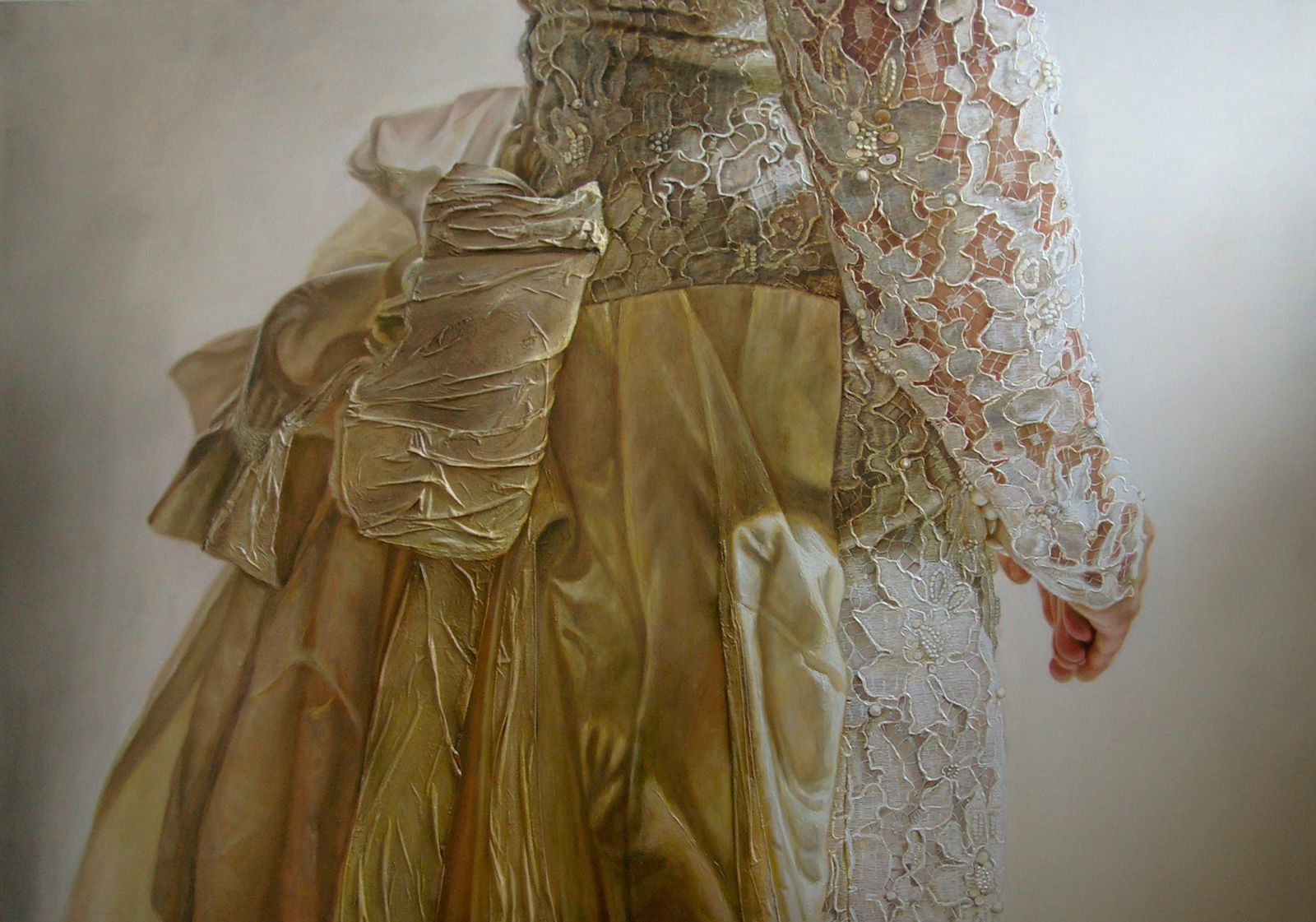
Blanka Valchářová, Ester, 2014
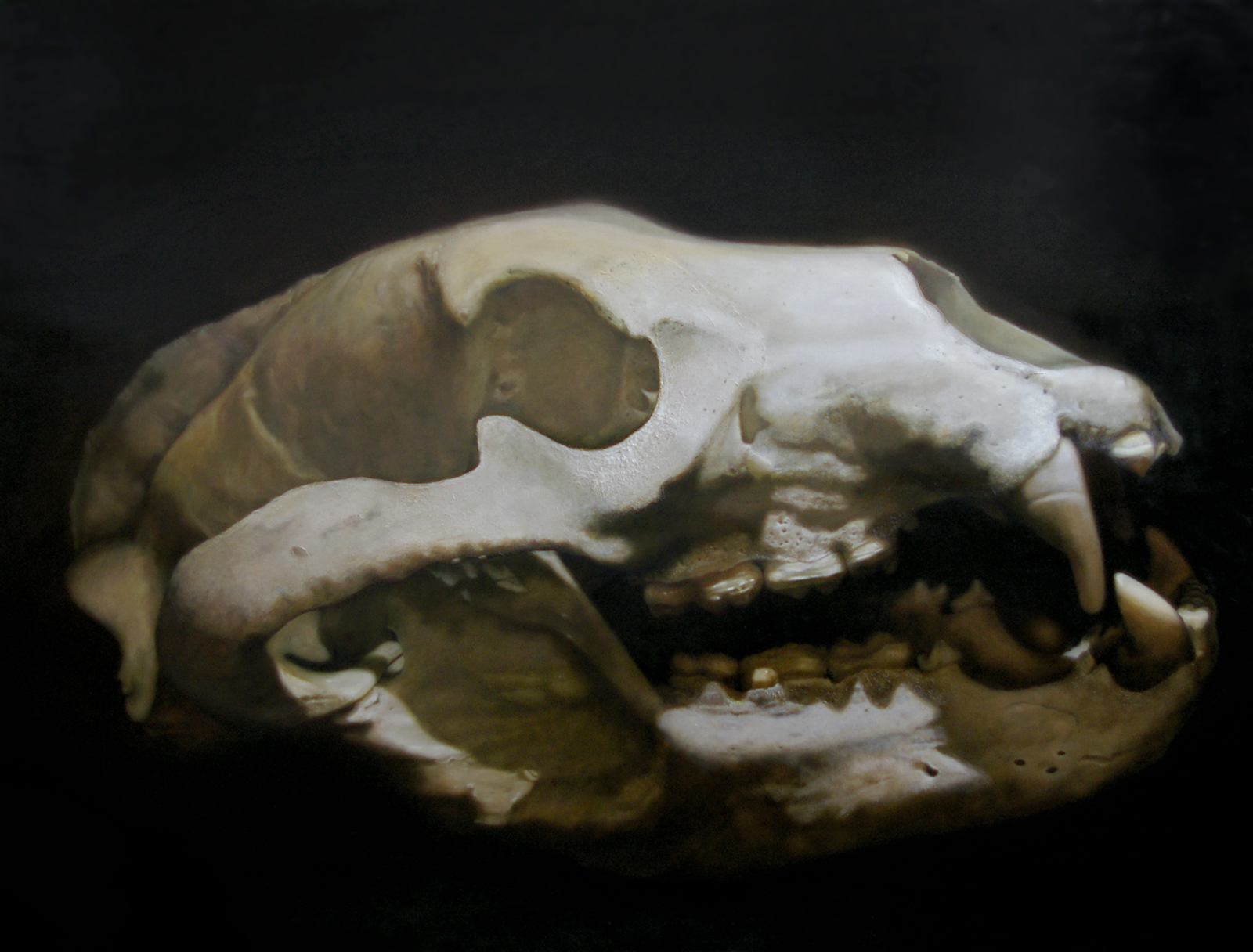
Blanka Valchářová, Medvěd, 2015
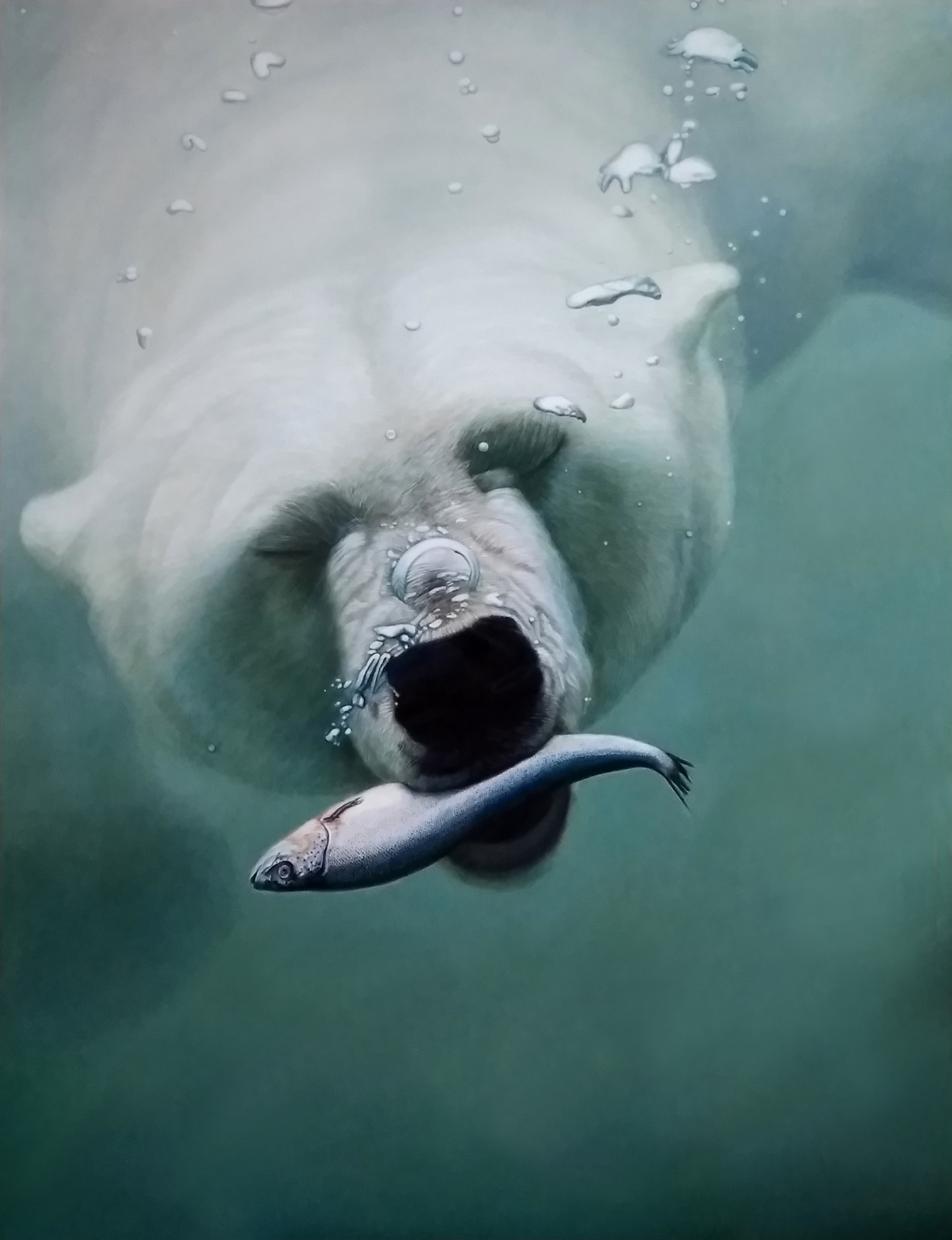
Blanka Valchářová, Lov, 2018
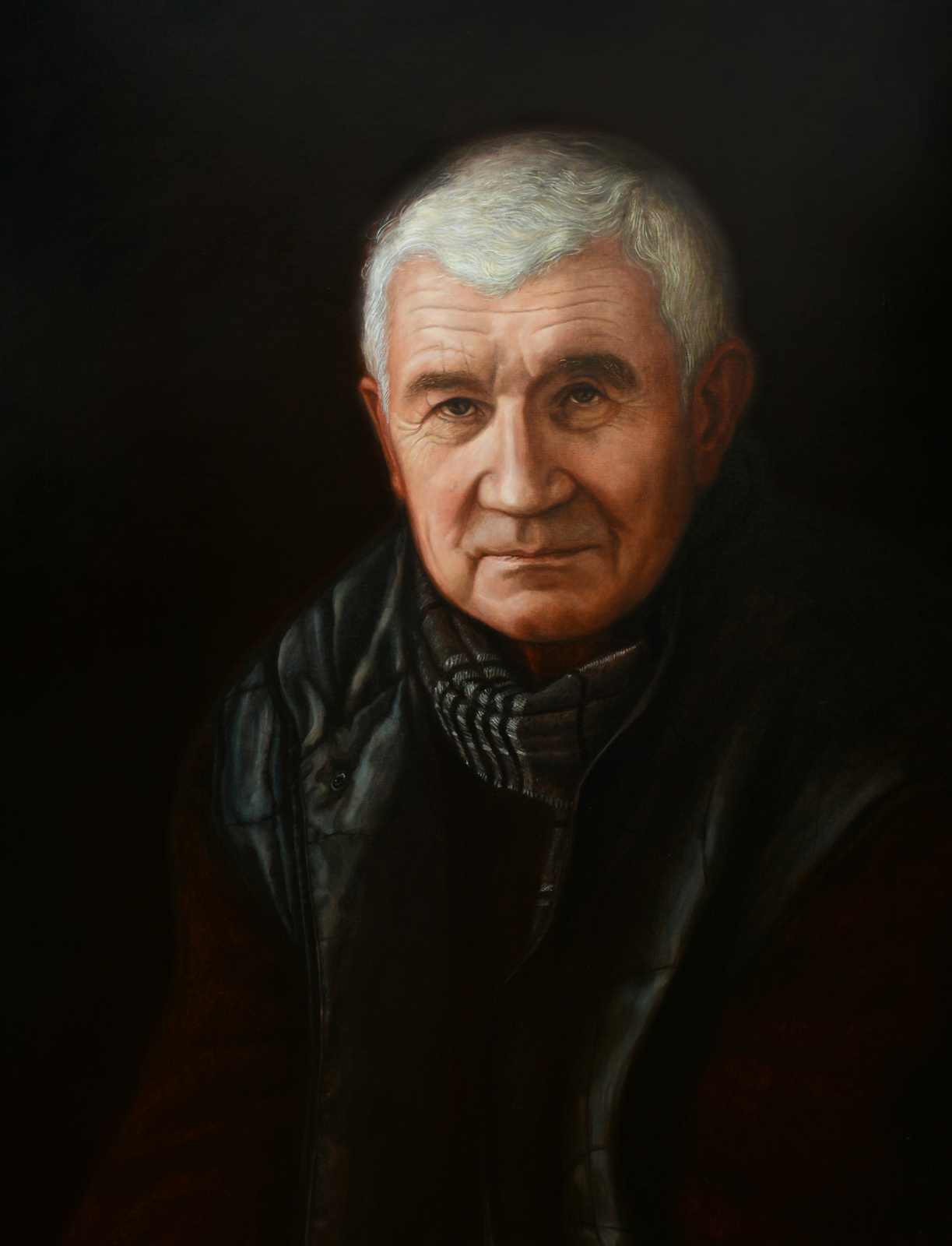
Blanka Valchářová, Vynálezce, 2014
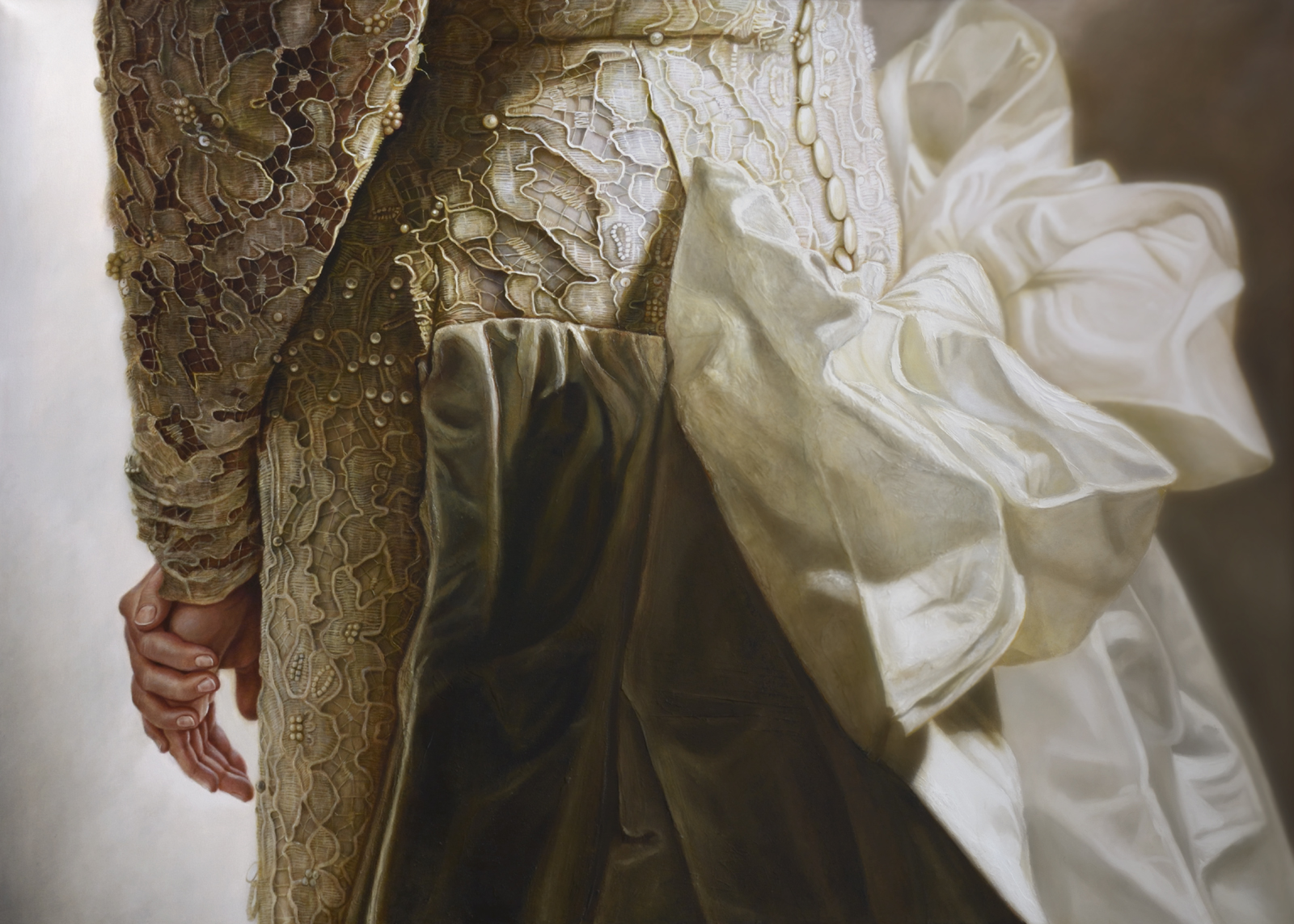
Blanka Valchářová, Ester, den desátý, 2014
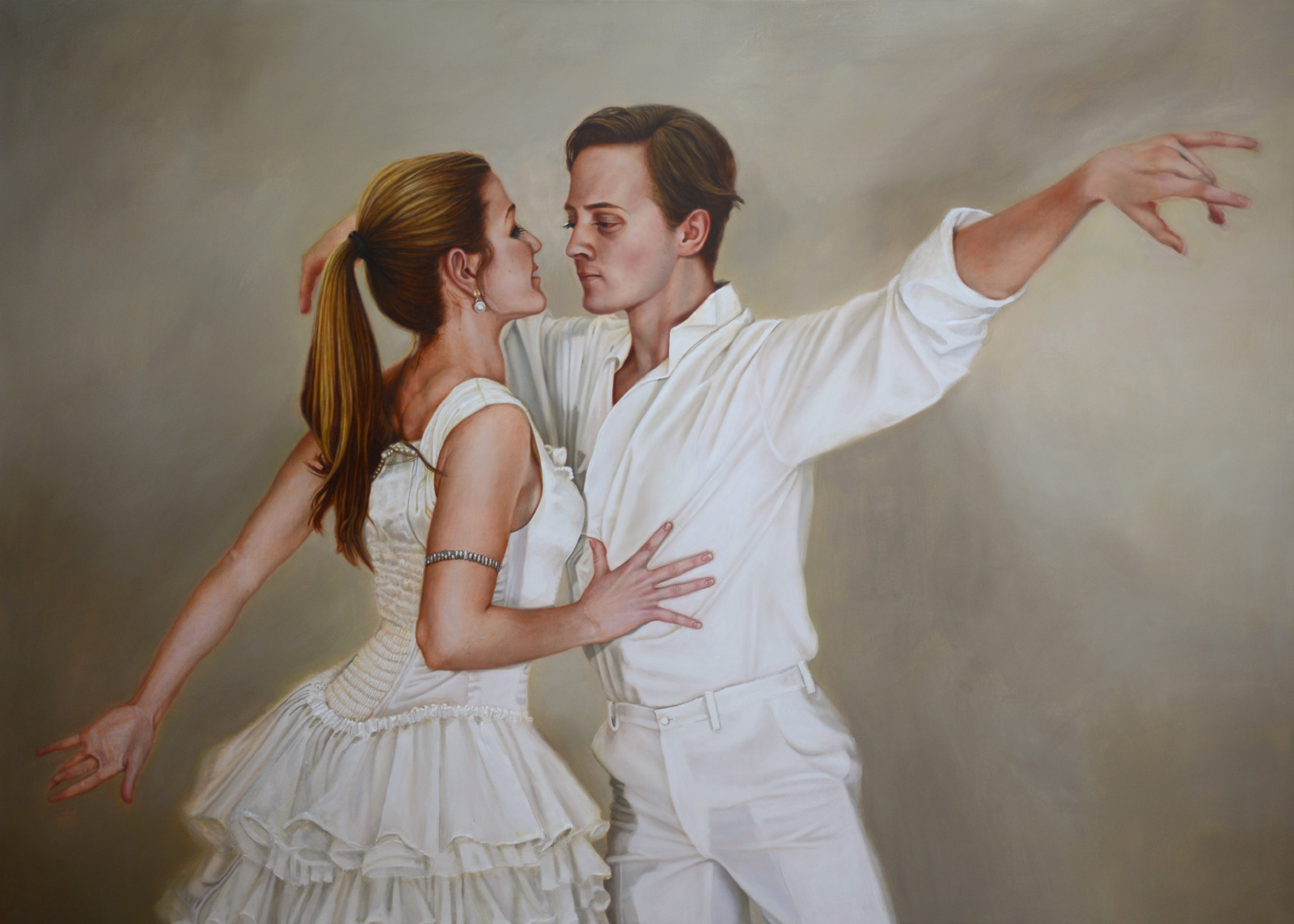
Blanka Valchářová, Betsabe, 2018
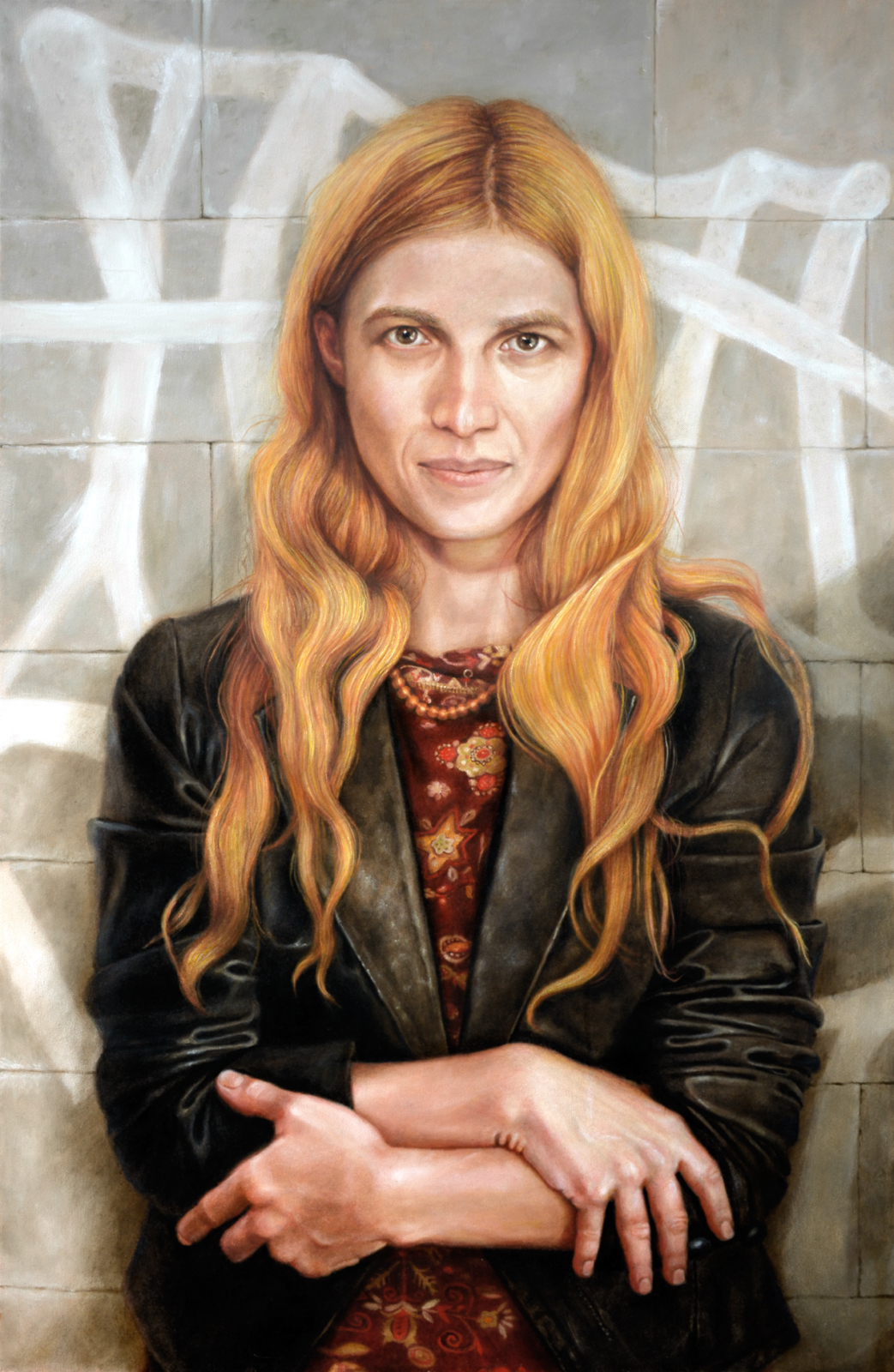
Blanka Valchářová, Renata v mojí ulici, 2017
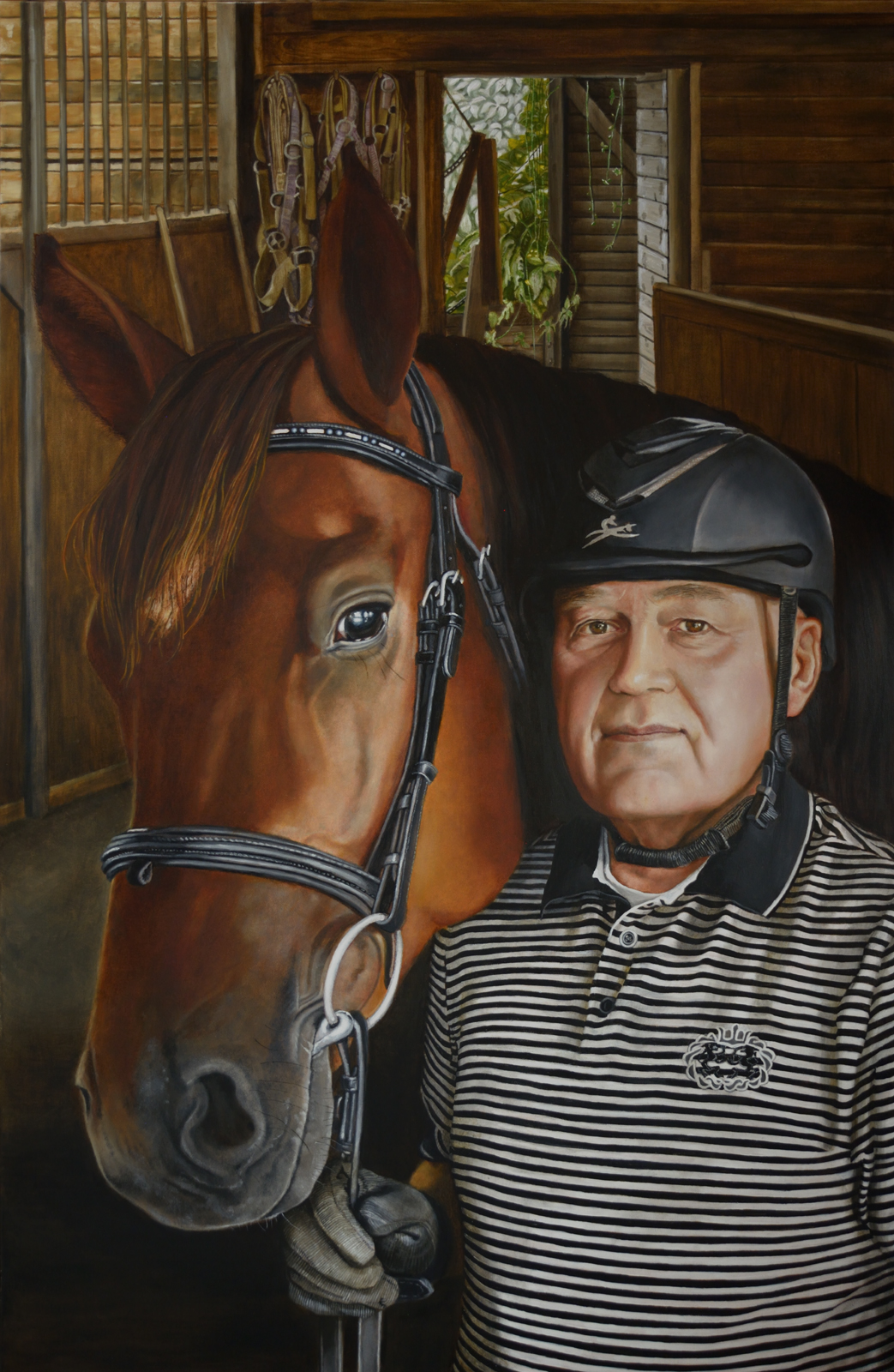
Blanka Valchářová, Pouto, 2019

### Zastoupení ve sbírkách
- Národní galerie v Praze
- Sbírka opavských primátorů Magistrátu města Opavy
- Sbírka Diany Sternbergové na zámku Častolovice
- Galerie Litera Praha
- Galerie U Klicperů Hradec Králové
- soukromé galerie a sbírky; CZ / DE / ES / CH

### Výstavy

#### Autorské
- 1998 Blanka Valchářová, Zámecká galerie, Častolovice[23]
- 2000 Blanka Valchářová: Paradigma tudej, Dům umění v Opavě, Kostel sv. Václava, Opava
- 2002/2003 Blanka Valchářová: Obrazy, Galerie U Klicperů, Hradec Králové
- 2004 Blanka Valchářová, Výstavní síň zámku ve Frýdku, Frýdek-Místek
- 2015 Blanka Valchářová: ...ještě nebylo vše zodpovězeno, Galerie Litera, Praha
- 2018 Blanka Valchářová: Obrazy, Muzeum Boženy Němcové, Česká Skalice
- 2018 Blanka Valchářová: Darknet Hyperrealismu, Zámek Bruntál[24]

#### Společné
- 1992 Skupina Dálnice: Obrazy, Galerie Litera, Praha
- 1993 To, co zbývá, Štencův dům, Praha, Diplomanti AVU, U Hybernů, Praha
- 1994 Výstava studentů AVU, Kunstmuseum Ehrendorf, Düsseldorf, Polish Cultural Institute
- 1994 Cross Roads Exhibition, České zastupitelství Londýn
- 1994 Výstava studentů AVU, Galerie U prstenu, Praha, Galerie umění Karlovy Vary
- 1997 Diplomanti AVU 97, Strahovský klášter Praha
- 1998 Výstava ateliéru prof. Zdeňka Berana, Galerie Maron, Praha, Galerie U prstenu, Praha
- 1999 Diplomanti AVU 1999, Karolinum, Praha, Galerie Výpad, Olomouc
- 1999 Neplánované spojení, Mánes, Praha
- 2000 Výstava ateliéru prof. Zdeňka Berana, Foyer divadla v Kolíně
- 2000 I.Salon českých, moravských, slezských malířů a sochařů, Zahrada Čech, Litoměřice
- 2001 Ateliéry AVU / Malířská škola profesora Zdeňka Berana, Wortnerův dům Alšovy jihočeské galerie, České Budějovice
- 2002 Hyperrealismus, Galerie moderního umění v Hradci Králové
- 2003 Hyperrealismus, Západočeská galerie v Plzni
- 2004/2005 15 let Galerie u Klicperů 1990-2004: Souborná výstava obrazů..., Galerie U Klicperů, Hradec Králové
- 2006 Kalendáře pro Jindru Štreita, Dům umění, Ostrava
- 2008 Defenestrace: Výstava absolventů a studentů AVU ateliéru prof. Zdeňka Berana, Novoměstská radnice, Praha
- 2008 Kalendáře pro Jindru Štreita, Galerie Smečky, Praha
- 2012 Nedávní absolventi AVU - škola Zdeňka Berana, Galerie Navrátil, Praha
- 2012 Volný směr. Setkání členů S.V.U. Mánes k 125. výročí založení spolku, Kostel Zvěstování Panně Marii, Litoměřice
- 2013 Trojice: Symbolické setkání výtvarných umělců a teoretiků v Galerii S.V.U. Mánes Diamant a v Galerii Kooperativy v roce 100. výročí úmrtí Mikoláše Alše, Galerie Diamant, Praha
- 2013/2014 Trojice: Symbolické setkání výtvarných umělců a teoretiků v Galerii S.V.U. Mánes Diamant a v Galerii Kooperativy v roce 100. výročí úmrtí Mikoláše Alše, Galerie Kooperativy, Praha 8
- 2014 Členská výstava SVU Mánes, Zámek Holešov[25]
- 2017 Světlo v obraze: český impresionismus, SVU Mánes, Jízdárna Pražského hradu
- 2018 Členská výstava SVU Mánes, Galerie Diamant, Praha
- 2018 Mánes Mánesu, Galerie Špejchar, Chomutov

#### Publikace
- Janka Hradilová, Blanka Valchářová, Michal Velíšek, Jan Blažek, Detection of copies using mathematical processing of images, II: Story of a painting on canvas of a boy petting a bird In: Acta Artis Academica, 2012, 153-170. ISBN 978-80-87108-33-8

#### Ilustrace
- Aschermann, M.: Koronární angioplastika. Praha 1995, AZ servis Praha. ISBN 80-85992-01-9